# フィリップ・ボウラー
フィリップ・ボウラー（Philipp Bouhler, 1899年9月11日 - 1945年5月19日）は、ドイツの軍人、政治家。国家社会主義ドイツ労働者党（ナチ党）の幹部。ナチ党総統官房長。陸軍の最終階級は少尉。親衛隊での最終階級は親衛隊大将。

## 経歴
バイエルン王国陸軍省の長官エミール・ボウラー大佐の息子としてバイエルン王国首都ミュンヘンに生まれる。ボウラー家は曽祖父の時代から代々軍人の家庭であった。ミュンヘンの小学校を卒業した後、1909年から1912年にかけてミュンヘンのマクシミリアン・ギムナジウムに通う。1912年から1916年にかけてミュンヘンのバイエルン士官学校に入学した。バイエルン第一砲兵連隊に入隊し、第一次世界大戦に出征した。1917年に西部戦線で両足を激しく負傷。以降ドイツの敗戦まで病院で療養していた。大戦中に少尉まで昇進し、二級鉄十字章と戦傷章黒章を受章した。
戦後、1919年から1920年にかけミュンヘン大学にて哲学と文学を学んだ。1920年から1921年10月にかけてミュンヘンにあるモータースポーツに関する出版社に勤務した。1921年11月にナチ党機関紙『フェルキッシャー・ベオバハター』の販売員となり、1922年7月にナチ党に入党。1923年11月のミュンヘン一揆にも参加した。一揆は失敗し、党は一時解散したが、ナチ党再建後の1925年2月27日に再入党し、党員番号12を与えられる。1925年3月から1934年11月にかけてナチ党の党事務局長となる。
1933年3月ドイツ国会選挙に選挙区18区（ヴェストファーレン西部地区）からナチ党候補として出馬して当選。1933年4月20日に親衛隊名誉指導者として親衛隊に入隊し（隊員番号54932）、親衛隊中将の階級が与えられた。のち1936年1月30日には親衛隊大将に昇進することとなる。1933年6月2日には党の全国指導者の一人に列した。
1934年8月から10月までの短期間だが、ミュンヘン警察の長官ともなった。この後、総統官邸に配属され、1934年11月にはこれまでの党事務局長職に代わってナチ党総統官房長の地位を与えられた。1936年1月には「国家社会主義ドイツ文学のための研究会」 議長を兼務。総統官房長職も国家社会主義ドイツ文学のための研究会議長職も国会議員の職も第二次世界大戦の末期まで保持した。

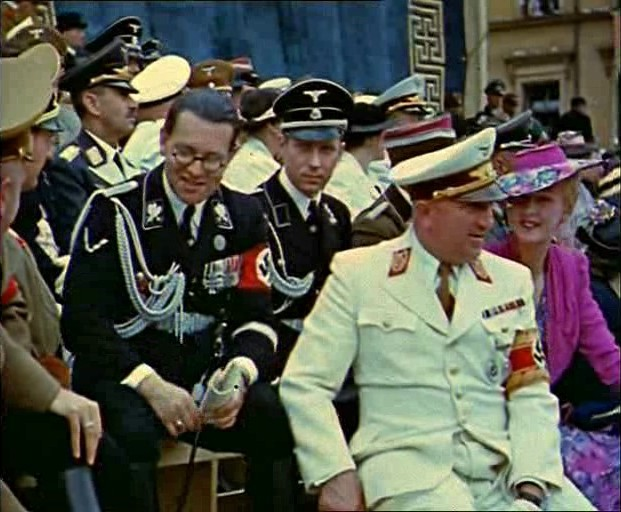
1939年ミュンヘン。帽子を脱いでいる人物がフィリップ・ボウラー。前列の白い制服姿の人物はロベルト・ライ。

第二次世界大戦が開戦したのちの1939年10月にボウラーはカール・ブラントとともに障害者や病人を安楽死させる計画「T4作戦」の監督を任された。ボウラーは突撃隊上級大佐ヴェルナー・ブランケンベルクや親衛隊上級大佐ヴィクトール・ブラックに実務を任せて1941年8月には計画から去っていった。1940年5月からは学校・教育問題全国事務局の局長に任じられた。1942年6月から1943年にかけては東アフリカの統治のための人員を送る「東アフリカ特別官房局」の局長となった。
大戦末期の1945年4月23日にヘルマン・ゲーリングの「反逆」にハンス・ハインリヒ・ラマースとともに関与したとされ、マルティン・ボルマンの命令によって親衛隊員によりベルヒテスガーデンで逮捕された。アドルフ・ヒトラー自殺後に釈放されたが、1945年5月10日にアメリカ軍により逮捕され、ダッハウに近い場所に置かれていたアメリカ軍の捕虜収容所に入れられ、5月19日にここで自殺した。

## 家族
1934年8月18日にヘレーナ・マイヤーと結婚していた。彼女は大変な美人であり、「総統官邸で一番の美人」と称された。ボウラー夫妻に子供はいなかった。ヘレーナは夫を心の底より愛していた。夫の自殺を知ると1945年5月末にフィッシャーホルンで飛び降り自殺して夫の後を追っている。

## 栄典
- 二級鉄十字章
- 戦傷章（黒章）
- 前線戦士名誉十字章
- バイエルン戦功章 (en)
- 黄金党員名誉章
- 血盟勲章
- 党勤続章（ドイツ語版）
  -  勤続25年金章
  -  勤続15年銀章
  -  勤続10年銅章
- 党古参闘士名誉章
- 戦功十字章
  -  一級
  -  二級
- 親衛隊名誉リング